# Radhouane Nouisser
Radhouane Nouisser, né le 29 décembre 1947, est un haut fonctionnaire et homme politique tunisien. Il est secrétaire d’État auprès du ministre des Affaires étrangères du 17 janvier au 24 décembre 2011, au sein du gouvernement d’union nationale de Mohamed Ghannouchi et de celui de Béji Caïd Essebsi.

## Biographie

### Études
Radhouane Nouisser étudie à l'École nationale d'administration où il obtient une maîtrise en droit public.

### Carrière dans la fonction publique et les universités
Entre 1971 et 1981, il est administrateur du gouvernement et secrétaire général de l'École supérieure des ingénieurs de Tunis. Entre 1981 et 1988, il dirige la mission universitaire tunisienne à Washington (États-Unis). De 1989 à 1992, il est directeur de cabinet du ministre de l'Équipement et de l'Habitat. En 1993, il est nommé représentant du Haut Commissariat des Nations unies pour les réfugiés à Djibouti, en République tchèque et en Syrie.

### Carrière politique
À la suite de la révolution de 2011, Radhouane Nouisser est nommé secrétaire d’État auprès du ministre des Affaires étrangères dans le gouvernement d’union nationale de Mohamed Ghannouchi puis dans celui de Béji Caïd Essebsi. Ses ministres référents sont successivement Kamel Morjane (jusqu’au 27 février), Ahmed Ounaies (jusqu’au 21 février) puis Mouldi Kefi. Khemaies Jhinaoui occupe la même fonction, mais depuis le 1er juillet.

### Vie privée
Radhouane Nouisser est marié et père de deux enfants.